# Caberea glabra
Caberea glabra är en mossdjursart som beskrevs av William MacGillivray 1886. Caberea glabra ingår i släktet Caberea och familjen Candidae. Inga underarter finns listade i Catalogue of Life.